# معروف الجلبي
معروف محمود سليم أحمد الچلبـي (10 أبريل 1945) ولد في بغداد، عالم عراقي وقائد أبحاث في الهندسة الميكانيكية الفضائية، حاصل على بكالوريوس هندسة Bachelor of Science من جامعة كولورادو University of Colorado بالولايات المتحدة الأمريكية سنة 1969، كما حصل على شهادة قائد أبحاث Leading Researcher من المعهد العسكري التقني بيوغوسلافيا سنة 1987 وهي أعلى شـهادة بحثية، وموازية اختصاصيـًا للدكتوراه، كما أنه عمل في عدة هيئات ووزارات ومراكز عالية في الدولة، وهو عضو مؤسس رئيسي في جمعية الباراسيكولوجي العـراقية عام 1993، وعضو مشارك في جمعية قدرات الحس الفائق الأميركية عام 1968. وعضو بجمعية الإشفاء العراقية (اللمس باليد).
 له عدد كبير من المؤلفات في مجال تخصصه العميق، فضلاً عن الباراسيكولوجي والفراسة بين مخطوط ومطبوع ومن أشهر كتبه الكتاب الذي صدر في 2008 تحت عنوان «آسف... رفضني الموت»، وشـارك في مؤتمرات دولية وندوات، وألقى عشرات المحاضرات في عدة مجالات علمية.

## الحياة العلمية
درس د.معروف الجلبي في كلية الهندسة.College of Engeneering at C.U بجامعة كولورادو بالولايات المتحدة الأمريكية، وتخرج منها بشهادة باكلوريوس هندسة ميكانيكية Bachelor of Science سنة 1969 كما درس من خلال بحوث معمقة في المعهد العسكري التقني اليوغسلافي.V.T.I بتخصص منظومات المحركات الدافعة العاملة بالوقود الصلب S.P.Propeled Motors في مجال الهندسة الميكانيكية الفضائية، وتخرج منه بشهادة قيادة أبحاث (Leading Researcher) وهي أعلى شهادة أبحاث موازية اختصاصيا لشهادة الدكتوراه سنة1987.

## الحياة المهنية
إن المسار المهني للعالم العراقي معروف الجلبي حافل ومميز إذ تقلد عدة مناصب في عدة وزارات وهيئات ومراكز مثل: وزارة الدفاع، وزارة الصناعة والمعادن، منظمة الإنقاذ والتطوير العالمية، هيئة التصنيع العسكري...
ولكم القائمة الطويلة:

| الدائرة أو الشركة              | التاريخ من..إلى                | العنوان الوظيفي                          | الأعمال التي تكلف بها                                                                                                |
| ------------------------------ | ------------------------------ | ---------------------------------------- | --- |
| وزارة الصناعة والمعادن         | 2012-10-01 إلى غاية 2014-07-13 | خبير استشاري/هيئة البحث والتطوير الصناعي | *تقييم عدد كبير من الأوراق البحثية القريبة من الإختصاص. *تدقيق وتصلبح النسخ الإنجليزية للأوراق العلمية البحثية كافة. |
| منظمة الإنقاذ والتطويرالعالمية | 2010-06-20 2011-02-14          | مدير الرقابة النوعية والقبول             | الإسهام في إعادة إعمار وتأثيث المتحف العراقي في بغداد                                                                |

| وزارة العلوم والتكنولوجيا \| الدائرة أو الشركة \| التاريخ من..إلى \| العنوان الوظيفي \| الأعمال التي تكلف بها \| \| ------------------------- \| --------------------- \| -------------------------------- \| ------------------------------------------------------------------------------------------------------------------------------------------------------------------------------------------ \| \| 1_المقر العام للوزارة \| 2004-05-28 2008-04-10 \| استشاري بدرجة خبير \| دائرةالنظم الإلكترونية والاتصالات \| \| 2_دائرة التخطيط والمتابعة \| 2003-10-04 2004-05-26 \| مدير عام دائرة التخطيط والمتابعة \| التخطيط العام لوزارة فتية يتم إنشاؤها لأول مرة في العراق، تنظيم ومتابعة كافة المشاريع البحثية للوزارة... ممثل الجانب العراقي في تأسيس المركز العـراقي الدولي للعلم والتكنولوجيـا " IICSI " \| |                       |                                  | |
| الدائرة أو الشركة | التاريخ من..إلى       | العنوان الوظيفي                  | الأعمال التي تكلف بها |
| 1_المقر العام للوزارة | 2004-05-28 2008-04-10 | استشاري بدرجة خبير               | دائرةالنظم الإلكترونية والاتصالات |
| 2_دائرة التخطيط والمتابعة | 2003-10-04 2004-05-26 | مدير عام دائرة التخطيط والمتابعة | التخطيط العام لوزارة فتية يتم إنشاؤها لأول مرة في العراق، تنظيم ومتابعة كافة المشاريع البحثية للوزارة... ممثل الجانب العراقي في تأسيس المركز العـراقي الدولي للعلم والتكنولوجيـا " IICSI " |

| الصناعة العسـكرية \| الدائرة أو الشركة \| التاريخ من..إلى \| العنوان الوظيفي \| الأعمال التي تكلف بها \| \| -------------------------------------------------- \| ----------------------- \| --------------------------------------------------------- \| ---------------------------------------------------------------------------------------------------------------------------------------------------------------------------------------- \| \| 1_هيئة التصنيع العسـكري (هـ. ت. ع.) \| 11-4-2000 نيسان--- 2003 \| مدير عـام (رئيس مجلس إدارة الشـركة) \| قيادة بحوث وتطوير مشاريع منظومات: منظومة الفتح، منظومة النداء، أبابيل... ومنظومات أخرى...الخ فضـلاً عن (المرجع التصميمي) للمحـركات الدافعة العاملة بالوقـود الصلب كافة. \| \| 2_شـركة الفتـح العامـة \| 17 - 1997 4نيسان2000 \| مدير المشروع صلاحيات مدير عام \| قياد بحوث مشاريع الفتح الموجه ضـدالأهـداف الأرضية ومنظـومة أبابيـل الأنبوبية. رئيس لجنـة التكامل العلمي (The Scientific Integration Com.) \| \| 3_مشروع منظومةالفتح الصاروخية \| آذار 1997 - تموز 1997 \| المستشار العلمي للنائب الأقدم لوزير هـ. ت. ع. بدرجة خبيـر \| اإعـداد التوصيات العلمية والفنية الخاصـة بصناعة المحركات الدافعة العاملـة بالوقود الصلب كافة، مع دراسة البنية التحتية Infra – structure)) لإمكانيات (هـ. ت. ع) كافة آنذاك في هذا المجال. \| \| 4_هيئة المشـاريع الخاصة (هـ. م. خ.)مشروع (144 / 8) \| 1988 – 1989 \| مديـر مشروع بصلاحيات مدير عام \| قياد بحوث وتصاميم مشروع منظومة"أباسآيتAbasite ". \| \| 5_مشـروع منظومة أبابيل / 50 (في العـراق) \| 1988 – 1989 \| مديـر مشروع في هيئة المشاريع الخاصة (هـ. م.خ) \| قيـاد بحوث وتصاميم مشروعي منظومةأبابيل / 50 و 100 العاملة بالوقود الصلب (ثنائي القاعدة D.B.). \| |                         |                                                           | |
| الدائرة أو الشركة | التاريخ من..إلى         | العنوان الوظيفي                                           | الأعمال التي تكلف بها |
| 1_هيئة التصنيع العسـكري (هـ. ت. ع.) | 11-4-2000 نيسان--- 2003 | مدير عـام (رئيس مجلس إدارة الشـركة)                       | قيادة بحوث وتطوير مشاريع منظومات: منظومة الفتح، منظومة النداء، أبابيل... ومنظومات أخرى...الخ فضـلاً عن (المرجع التصميمي) للمحـركات الدافعة العاملة بالوقـود الصلب كافة.                   |
| 2_شـركة الفتـح العامـة | 17 - 1997 4نيسان2000    | مدير المشروع صلاحيات مدير عام                             | قياد بحوث مشاريع الفتح الموجه ضـدالأهـداف الأرضية ومنظـومة أبابيـل الأنبوبية. رئيس لجنـة التكامل العلمي (The Scientific Integration Com.)                                                |
| 3_مشروع منظومةالفتح الصاروخية | آذار 1997 - تموز 1997   | المستشار العلمي للنائب الأقدم لوزير هـ. ت. ع. بدرجة خبيـر | اإعـداد التوصيات العلمية والفنية الخاصـة بصناعة المحركات الدافعة العاملـة بالوقود الصلب كافة، مع دراسة البنية التحتية Infra – structure)) لإمكانيات (هـ. ت. ع) كافة آنذاك في هذا المجال. |
| 4_هيئة المشـاريع الخاصة (هـ. م. خ.)مشروع (144 / 8) | 1988 – 1989             | مديـر مشروع بصلاحيات مدير عام                             | قياد بحوث وتصاميم مشروع منظومة"أباسآيتAbasite ". |
| 5_مشـروع منظومة أبابيل / 50 (في العـراق) | 1988 – 1989             | مديـر مشروع في هيئة المشاريع الخاصة (هـ. م.خ)             | قيـاد بحوث وتصاميم مشروعي منظومةأبابيل / 50 و 100 العاملة بالوقود الصلب (ثنائي القاعدة D.B.).                                                                                            |

| الدائرة أو الشركة                         | التاريخ من..إلى                      | العنوان الوظيفي                                                | الأعمال التي تكلف بها                                                                                                   |
| ----------------------------------------- | ------------------------------------ | -------------------------------------------------------------- | --- |
| 1_المعهد التقني العسكري اليوغسلافي V.T.I. | (تشرين أول/1985 ولغايةكانون أول/1987 | معاون مدير عام المشروع المشترك مهندس منظومات (System Engr. 85) | ـــ قائد أبحاث في المحركات الدافعة (Leading Researcher 1987) ــــ رئيس خبـراء في المشروع المشترك (ممثل الجانب العراقي). |
| 2_مشروع (كول– 15)(مشـروع أبابيل/50)       | حزيران/1980ولغاية أيلول/1985         | معاون مدير عام المشروع المشترك وكالةً، مسؤول الجانب العـراقي    | باحث أقـدم ورئيس مصممين في المحـركات الدافعة 1980(High Researcher)                                                      |

| المؤسسة العامة للصناعات الفنية \| الدائرة أو الشركة \| التاريخ من..إلى \| العنوان الوظيفي \| الأعمال التي تكلف بها \| \| ---------------------- \| --------------- \| ------------------- \| ------------------------------------------------------------------------------------------------------------ \| \| 1_المقـر العام للمؤسسة \| 1979 - 1980 \| مدير مشروع سـعد/ 15 \| مهندس أقدم مختص في تصميم المحركات الدافعة العاملة بالوقـود الصلب. \| \| \| 1977 - 1979 \| سـعد/ 16 \| معاون مدير مشروع / الدراسات الخاصة لمنشأة المشاريع البحثية (والتي أصبحت فيما بعـد تُسمى شركة الكنـدي العامة). \| \| \| 1978 \| مهندس أقدم \| مدير مشروع، وممثل المؤسسة العامة للصناعات الفنية ضمن وفد القمر الفضائي العـربي (ARABSAT) \| \| 2_الدائرة الفنية \| 1975 – 1977 \| مهندس مختص \| عضو اختصاص / في تأسيس قسم المحركات الدافعة العاملة بالوقود الصلب في المؤسسة العامة للصناعات الفنيـة \| |                 |                     | |
| الدائرة أو الشركة | التاريخ من..إلى | العنوان الوظيفي     | الأعمال التي تكلف بها                                                                                        |
| 1_المقـر العام للمؤسسة | 1979 - 1980     | مدير مشروع سـعد/ 15 | مهندس أقدم مختص في تصميم المحركات الدافعة العاملة بالوقـود الصلب.                                            |
| | 1977 - 1979     | سـعد/ 16            | معاون مدير مشروع / الدراسات الخاصة لمنشأة المشاريع البحثية (والتي أصبحت فيما بعـد تُسمى شركة الكنـدي العامة). |
| | 1978            | مهندس أقدم          | مدير مشروع، وممثل المؤسسة العامة للصناعات الفنية ضمن وفد القمر الفضائي العـربي (ARABSAT)                     |
| 2_الدائرة الفنية | 1975 – 1977     | مهندس مختص          | عضو اختصاص / في تأسيس قسم المحركات الدافعة العاملة بالوقود الصلب في المؤسسة العامة للصناعات الفنيـة          |

| وزارة الـدفاع العـراقية \| الدائرة أو الشركة \| التاريخ من..إلى \| العنوان الوظيفي \| الأعمال التي تكلف بها \| \| -------------------------------------------------- \| --------------- \| ------------------------------------------------------------------------ \| --------------------------------------------------------------- \| \| 1_مركز بسمايه العلمي \| 1973 – 1975 \| المـدير الفنـي والهندسي للمركـز \| بحث وتصميم المحـركات الدافعة للمدى الميداني القصير (8 - 35 كم). \| \| 2_مركز التدريب المهني للمعادن والأسلحة (هـ. آ. ك.) \| 1969 - 1973 \| ـ مدير المكتب الفني للمركزـ مُدرِّس مادة الرسم الهندسـي واللغـة الإنكليـزية \| التصاميم الهندسية والرسم الهندسي للمـواد والعُــدد الإنتاجيـة. \| |                 |                                                                          |                                                                 |
| الدائرة أو الشركة | التاريخ من..إلى | العنوان الوظيفي                                                          | الأعمال التي تكلف بها                                           |
| 1_مركز بسمايه العلمي | 1973 – 1975     | المـدير الفنـي والهندسي للمركـز                                          | بحث وتصميم المحـركات الدافعة للمدى الميداني القصير (8 - 35 كم). |
| 2_مركز التدريب المهني للمعادن والأسلحة (هـ. آ. ك.) | 1969 - 1973     | ـ مدير المكتب الفني للمركزـ مُدرِّس مادة الرسم الهندسـي واللغـة الإنكليـزية | التصاميم الهندسية والرسم الهندسي للمـواد والعُــدد الإنتاجيـة.   |

## أهم أبحاثه ودراسـاته
1_ بحوث تصاميم المحركات الداسرة لمحرك ‘‘أبابيل / 50’’ (14 بحثا تصميميا منفصلا)التي نشرها المعهد التقني العسـكري (.V .T .I) / بلغراد – يوغسلافيا عام1980 لغاية 1987.

2_ظاهرة انهيـار الوقود الصلب لمحـرك ‘‘ محرك أبابيل / 50 ’’ نشر من طرف المعهـد التقني العسـكري/ بلغـراد – يوغسلافيا (V T I) نهاية 1982.

3_بحوث تصاميم المحركات الدافعة لمنظومة ‘‘أبابيل / 100’’ (أباسـآيت) التي نشرها هـ. ت. ع.المقـر العام عام 1988 لغاية 1990.

4_بحوث تعديل تصاميم محـرك ‘‘منظومة الفتح الموجهة’’ / ارض – ارض التي نشرها هـ. ت. ع.شركة الفتح العامة عام 1997 لغاية 2003.

5_بحوث تطوير ‘‘منظومة النداء’’ ذي الوقـود المركب (تطوير وتحوير محرك أبابيل / 50) التي نشرتها هـ. ت. ع./ شركة الفتح العامة عام1999 لغاية 2003.

6_بحث تصميم محـرك ‘‘الشراك الراداري’’ (Propelled Motor for Radar/ Decoy) الذي نشرته هـ. ت. ع./ شركة الفتح العامة عام 2001 لغاية 2003.

7_بحث تعـديل تصميم ‘‘محـرك الرعـد’’ العامل بالوقود الصلب المركّـب الذي نشرته هـ. ت. ع./ شركة الفتح العامة بالتعاون مع شركة الرشيد العامة عام 2000 لغاية 2003.

8_بحوث تصاميم المحرك الدافع لمشروع ‘‘منظومة العبـور’’ ضـد الأهـداف الجوية التي نشرها شـركة الفتح العامة لأنشطة شـركة الحارث العامة (مسؤولة المشروع) عام 1999 لغاية 2003.

## نشاطاته العلمية

### المعمقة
- قام د.معروف الجلبي بفتح عـدة دورات تخصصية في المحـركات الدافعة بكـادر علمي عالي التخصص، تمهيـدًا لخلق خبراء في تصميم المحركات الدافعة العاملة بالوقود الصلب؛ تم إعداد عدة خبراء في هذا المجال (ما لا يقل عن 27 خبيرًا) في العديد من التشكيلات الخاصة في هـ.ت.ع، مثل شركات حطين، والكندي، الرشيد... الخ).
- الإشراف المباشر لعشرات البحوث العلمية لمنظومات دافعة عـديدة والاشتراك بتصاميم محركاتها أهمها: منظومة الفتح، منظومة أبابيل، منظومة النداء، منظومة محرك العبور، الرعد....
- ورد اسمه في العشرات من البحوث الخاصة بالمحركات الدافعة لاختصاصيين حملوا ألقابًا علمية مميزة في هذا الاختصاص، أغلبها كان في مجال التصاميم أو الإشراف على البحوث هذه.
- ترأس اللجنة العليا للتكامل العلمي (The Scientific Integration Committee) في هـ. ت. ع. لمنظومة الفتح منذ تأسيس المشروع (تموز 1997) وحتى توقف هذا النشاط في (ربيع 2003).
- ترأس اللجنة الاستشارية العليا (The Supreme Consultation Committee) للمحركات والقذائف العاملة بالوقود الصلب في هيئـة التصنيع العسكري وللأنواع كافـة التي كانت ضمن الاستخدام الحربي، والتي كانت تحت البحث أو التطويـر منذ تكوينها في الثلث الأخير من التسعينيات، وحتى نيسان 2003 .
- كان ممثلاً عن هيئة التصنيع العسكري للمحركات العاملة بالوقود الصلب أمام مفتشي الأمم المتحدة لأسلحة الدمار الشـامل العـراقية منذ نهاية التسعينيات وحتى نيسـان 2003 :
- شارك في عدة مؤتمرات بشأن الفقرة السابقة: واشنطن / Sep. 2004 (ضمن وفد العلماء العراقيين)، عمان / الأردن 2006... كما أديتُ العشرات من الندوات.
- شارك في العديد من دورات ومؤتمرات علمية متخصصة؛ وزار عـدة معارض دولية ضمن الوفود العلمية، مثل / المعـرض الدولي للأسـلحة الأمريكية في واشـنطن (AUSA Oct. 1986)، وفي جمهورية مصر العربية، عدة دول أوروبية في السبعينات، إنكلترا: Jan. 2006، وآخـرهـا في عمَّان (ورشة عمل المخاطر البيولوجية). Dec. 2006.

ملحوظة عامة مهمة: كانت هناك آلاف الوثائق الفنية (التصميمية) حملتْ توقيعي الشخصي المباشر والخاصة بكافة المنظومات الدافعة (بضمنها منظومتي الفتح وأبابيل)، تعـرضت بمعظمها (بعـد الاحتلال) إلى البعثـرة أو الحرق نتيجة عمليات النهب التي انتابت الشركة التي كنتُ مديرها العام (وقسمًا من الوثائق هذه - حاليـًا - لدى الأمريكان).

### العامة
- عضو مؤسس رئيسي لجمعية الپاراسيكولوجي العراقية 1993، حصل على عدة شهادات تقديرية للجهود في التأسيس والمساهمة الفاعلة في تطوير الپاراسيكولوجي في القطر وإلقاء المحاضرات.
- ألقى العشـرات من المحاضرات العلمية في مجال الكونيات، الأبعاد الزمكانية، والفلسفة، والطب النفسي، والپاراسيكولوجي، وإلى ما غيـر ذلك من الأمور الثقافية ذات النفع العـام في الجامعـات والمجالس العلمية والمنتديات الثقافية والنقابات، فضلاً عن الإسهامات الثقافية في أكثـر من قناة تلفزيونية محلية وفضائية...
- مُحاضر في مدرسة الموهوبين في بغـداد لمادة العلوم المعـرفية (2004 - 2012) إضافة إلى الوظيفة الأصلية.

## إهتماماته وهـواياته الشخصية
- العلـوم الكـونية والفـلك.
- الفلسـفة الفكـرية والعلمية (بعض المؤلفـات تم طبعها وأخريات في طريقها إلى الطبـاعة والنشر)...
- علـم النفـس والطـب النفسـي (محاضر)، والأدب العـربي (النثـر)، والأدب الإنكليزي (الشـعر).
- الپاراسيكولوجي (اهتمام شامل في مجال القـدرات پاراسيكولوجية علم ما وراء النفس).
- الجغرافية بمعظم تفـرعاتها (الوصفية، السياسية، رسـم الخرائط ...).
- التاريخ (دراسـات معمقة في تاريخ وادي الرافـدين بلاد الرافدين)، وعلم الأديان.
- الرياضة البدنية: ألكَراتي (ممارس ومُدرب سـابق)، كرة الطائرة، المنضدة، السباحة، التزحلق على الماء.
- إلقاء المحاضرات الكونية، الفكـرية، التاريخية، علم النفس والطب النفسي، الپاراسيكولوجية، علم الفراسـة.
- الموسـيقى (مؤلف وعازف)، الرسـم (الفن التجــريدي بالأقلام الخشبية الملونة Art - Abstract).

## الشهادات التقديرية
| من نادي الصيد العراقي 2011 | من قاعة الأورفلي | Bio- Risk Workshope Amman 2006 |
| -------------------------- | ---------------- | ------------------------------ |
| مثال                       |                  |                                |

## مؤلفاته
آسف...رفضني الموت.

|  |  |

ملامح الوجه وتحليل شخصية الفرد.

|  |

ما وراء البُعـد الرابع.

|  |

خوارق الأبعاد'آليات الباراسيكولوجي'.

|  |